# バリーの大冒険
「バリーの大冒険」（バリーのだいぼうけん、原題：Barry Flies Out）は、イギリスの作曲家、ルパート・グレッグソン＝ウィリアムズの楽曲。2007年公開のドリームワークスによるアニメーション映画「ビー・ムービー」の挿入曲として使用され、同年10月30日にオリジナル・サウンドトラックの一曲としてリリースされた。

## メディアでの起用
- ドリームワークスによるアニメーション映画作品「ビー・ムービー」の挿入曲。
- ユニバーサル・スタジオ・ジャパンの入場ゲート解放を知らせる曲として使用された（現在は変更）。
- 日本テレビ放送網によるバラエティー番組「満天☆青空レストラン」のオープニング曲。
  - なお、提供クレジットにはロクセットの「Sleeping In My Car」が使用されている。